# Tādikonda
Tādikonda är en ort i Indien.   Den ligger i distriktet Guntūr och delstaten Andhra Pradesh, i den södra delen av landet, 1 400 km söder om huvudstaden New Delhi. Tādikonda ligger 31 meter över havet och antalet invånare är 18 505.
Terrängen runt Tādikonda är platt, och sluttar österut. Runt Tādikonda är det tätbefolkat, med 476 invånare per kvadratkilometer. Närmaste större samhälle är Guntur, 13,2 km söder om Tādikonda. Trakten runt Tādikonda består till största delen av jordbruksmark.